# Kao Lin (labdarúgó)
Kao Lin (Gao Lin) (egyszerűsített kínai írással: 郜林; Csengcsou, 1986. február 14. –) kínai labdarúgó. Posztján hazája egyik legtechnikásabb játékosának tartják.

## Pályafutása

### Klubcsapatokban

#### Sanghaj Senhua
2005-ben kezdte felnőtt labdarúgó pályafutását a Sanghaj Senhua csapatában. 2005. augusztus 21-én a Liaoning Zhongyu elleni 1–0-s győzelem alkalmával debütált a bajnokságban. Bár magasságát és fejelőképességét gyorsan hasznosították, Kao a következő szezonok során nem tudott azonnal az első csapat állandó játékosává válni. Miután Csie Huj a 2007-es idény végén elhagyta Sanghajt, Kao akkor kezdett igazán az első csapat állandó tagjává válni. A 2008-as szezonban 21 bajnoki mérkőzésen nyolc gólt szerzett, csapatával pedig a második helyen végzett.
Kao szerződése lejáróban volt, ezért klubja 2009 elején átigazolási listára tette. Különböző médiumok szóbahozták szülővárosa csapatával, a Honan Constructionnel, valamint a koreai élvonalban szereplő Jeonbuk Hyundai Motors csapatával; azonban ezekből a pletykákból nem lett semmi, miután úgy döntött, hogy végül marad a klubnál, és egy 2012-ig meghosszabbítja szerződését.

#### Kuangcsou Evergrande

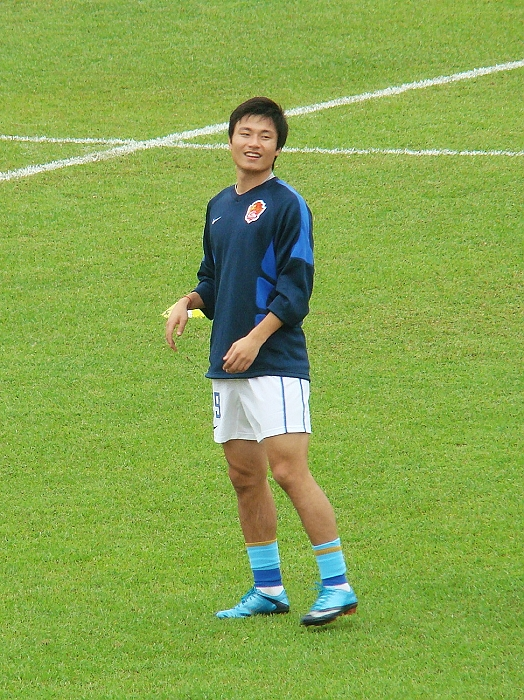
Kao a Kuangcsou színeiben, 2010-ben.

2010. március 10-én a Kuangcsou Evergrande csapatához igazolt, amely éppen egy bundabotrány miatt a kínai másodosztályba esett vissza. A klub új tulajdonosai, az Evergrande Real Estate Group azonban egy jövedelmező, évi 3 000 000 jüanos szerződéssel tudta elcsábítani Kaót, hogy a másodosztályban játsszon. 2010. április 3-án két góllal debütált a klub színeiben a Peking BIT elleni 3–1-es győzelem alkalmával. 2010. október 30-án a Hunan Billows ellen aratott 3–1-es győzelem után hivatalosan is bajnok lett csapatával a kínai másodosztályban. A mérkőzésen során mesterhármast szerzett, amellyel bebiztosította gólkirályi címét.
Annak ellenére, hogy a klub a 2011-es szezonban több játékost is szerződtetett a csapat támadósorának megerősítésére – köztük Darío Concát és Cléot – Kao továbbra is állandó tagja volt a kezdőcsapatnak, többnyire balszélsőként játszott, és 29 mérkőzésen 11 gólt szerzett. Végül az idény végén a klub történetében először megnyerte a Kínai Szuperligát.
2012. május 15-én a Buriram United ellen 2–1-re megnyert AFC-bajnokok ligája mérkőzésen szerezte meg első gólját a szezonban, és ezzel véget vetett 1403 percig tartó gólcsendjének. 2012. május 20-án a Csingtao Jonoon elleni 1–0-s győzelem alkalmával megszerezte első bajnoki gólját a szezonban, amivel véget vetett 936 perces gólcsendjének a bajnokságban. 2012. október 27-én a Liaoning Whowin ellen 1–0-ra megnyert mérkőzés hosszabbításában döntő gólt szerzett, amivel a Kuangcsou megszerezte második élvonalbeli bajnoki címét, és a liga történetében az első csapat lett, amely két egymást követő szezonban diadalmaskodott bajnoki címmel.
A 2012-es kínai FA-kupa döntőjének első mérkőzésén kevesebb mint három perc alatt két sárga lapot kapott a 80. perc elején. Az első sárga lapot egy megkérdőjelezhető szerelés után kapta. A másodikat reklamálásért kapta, ezután a két sárga lap miatt kiállították, és eltiltás miatt nem léphetett pályára a második mérkőzésen. 2012. november 12-én a Kínai labdarúgó-szövetség 200 000 dolláros pénzbírságot szabott ki Kaora a döntő első mérkőzésén elkövetett cselekedetei miatt. Később a Weibon nyilvánosan bocsánatot kért több millió követőjétől, és azt mondta, hogy "megérdemelte a büntetést", mert ez segíteni fog neki abban, hogy "a jövőben ne tegye ezt újra". 2012 novemberében bekerült a Kínai Szuperliga 2012-es kiírásának év csapatába.
A 2013-as idényben leginkább hátravont ék poszton kapott szerepet az eddigi csatárposzt helyett, sok gólpasszt adott Elkesonnak, Dario Concának és Muriquinak. Az idény során a Kuangcsou motorjának egyik fogaskereke volt, óriási szerepet játszott abban, hogy a csapata megnyerje a harmadik egymást követő bajnoki címét az első osztályban. A 2013. október 6-án játszott Santung Lüneng Tajsan elleni 4–2-es győzelem alkalmával gólt szerzett, a mérkőzés végeztével pedig hivatalosan is bajnok lett csapatával. Ez volt a második alkalom, hogy gólt szerzett egy olyan mérkőzésen, amely után eldőlt a bajnoki cím sorsa.

#### Sencsen
2020. február 24-én szabadon igazolhatóként a Sencsen FC csapatához szerződött. 2020. július 26-án góllal debütált a klub színeiben a Kuangcsou City FC elleni 3–0-s győzelem alkalmával.

### A válogatottban
Részt vett a 2008-as nyári olimpiai játékokon, és mindhárom csoportmérkőzésen játszott. Az első két mérkőzésen kezdőként lépett pályára, azonban a kínai U23-as válogatott kiesett a csoportkörben.
2005. július 31-én debütált a kínai felnőtt válogatottban Dél-Korea ellen a 2005-ös kelet-ázsiai labdarúgó-bajnokságon. A mérkőzés során Nisimura Júicsi játékvezető tévedésből kiállította; később a Kelet-ázsiai labdarúgó-szövetség törölte Kao piros lapját, és bocsánatot kértek tőle. A 2011-es Ázsia-kupa selejtező mérkőzésén, Vietnám ellen szerezte meg első gólját a válogatottban és egyben mesterhármasát is. A mérkőzés 6–1-es kínai győzelemmel ért véget.
Gólt szerzett a 2010-es kelet-ázsiai labdarúgó-bajnokságon, a Dél-Korea ellen 3–0-ra megnyert mérkőzésen, amellyel Kína története során először győzte le Dél-Koreát. 2012. február 22-én a Kuvait ellen 2–0-ra megnyert mérkőzésen először viselhette a csapatkapitányi karszalagot a válogatottban. 2018. szeptember 10-én a Bahrein elleni 0–0-s döntetlen alkalmával 100. alkalommal lépett pályára a válogatottban, ezzel ő lett az ötödik kínai labdarúgó, aki legalább 100 mérkőzésen szerepelt a nemzeti csapatban.

## Statisztika

### Klubcsapatokban
| Klub                 | Szezon           | Bajnokság          | Bajnokság | Bajnokság | Kupa  | Kupa  | Ligakupa | Ligakupa | Nemzetközi | Nemzetközi | Egyéb | Egyéb | Összes | Összes |
| Klub                 | Szezon           | Liga               | Mérk.     | Gólok     | Mérk. | Gólok | Mérk.    | Gólok    | Mérk.      | Gólok      | Mérk. | Gólok | Mérk.  | Gólok  |
| -------------------- | ---------------- | ------------------ | --------- | --------- | ----- | ----- | -------- | -------- | ---------- | ---------- | ----- | ----- | ------ | ------ |
| Sanghaj Senhua       | 2005             | Kínai Szuperliga   | 5         | 0         | 1     | 0     | 0        | 0        | —          | —          | —     | —     | 6      | 0      |
| Sanghaj Senhua       | 2006             | Kínai Szuperliga   | 14        | 2         | 2     | 0     | -        | -        | 4          | 5          | —     | —     | 20     | 7      |
| Sanghaj Senhua       | 2007             | Kínai Szuperliga   | 12        | 0         | —     | —     | -        | -        | 6          | 1          | 1     | 0     | 21     | 1      |
| Sanghaj Senhua       | 2008             | Kínai Szuperliga   | 21        | 8         | —     | —     | —        | —        | —          | —          | —     | —     | 21     | 8      |
| Sanghaj Senhua       | 2009             | Kínai Szuperliga   | 19        | 4         | —     | —     | -        | -        | 0          | 0          | —     | —     | 19     | 4      |
| Sanghaj Senhua       | Összesen         | Összesen           | 71        | 14        | 3     | 0     | 0        | 0        | 10         | 6          | 1     | 0     | 85     | 20     |
| Kuangcsou Evergrande | 2010             | Kínai másodosztály | 23        | 20        | —     | —     | —        | —        | —          | —          | —     | —     | 23     | 20     |
| Kuangcsou Evergrande | 2011             | Kínai Szuperliga   | 29        | 11        | 2     | 0     | —        | —        | —          | —          | —     | —     | 31     | 11     |
| Kuangcsou Evergrande | 2012             | Kínai Szuperliga   | 24        | 6         | 3     | 0     | —        | —        | 9          | 2          | 1     | 0     | 37     | 8      |
| Kuangcsou Evergrande | 2013             | Kínai Szuperliga   | 28        | 8         | 5     | 1     | —        | —        | 13         | 3          | 4     | 0     | 50     | 12     |
| Kuangcsou Evergrande | 2014             | Kínai Szuperliga   | 28        | 8         | 2     | 0     | —        | —        | 8          | 3          | 0     | 0     | 38     | 11     |
| Kuangcsou Evergrande | 2015             | Kínai Szuperliga   | 25        | 13        | 0     | 0     | —        | —        | 11         | 1          | 4     | 0     | 40     | 14     |
| Kuangcsou Evergrande | 2016             | Kínai Szuperliga   | 28        | 7         | 7     | 3     | —        | —        | 6          | 2          | 0     | 0     | 41     | 12     |
| Kuangcsou Evergrande | 2017             | Kínai Szuperliga   | 29        | 9         | 4     | 3     | —        | —        | 10         | 0          | 1     | 0     | 44     | 12     |
| Kuangcsou Evergrande | 2018             | Kínai Szuperliga   | 28        | 10        | 0     | 0     | —        | —        | 7          | 0          | 1     | 1     | 36     | 11     |
| Kuangcsou Evergrande | 2019             | Kínai Szuperliga   | 17        | 1         | 2     | 1     | —        | —        | 10         | 0          | —     | —     | 29     | 2      |
| Kuangcsou Evergrande | Összesen         | Összesen           | 259       | 93        | 25    | 8     | 0        | 0        | 74         | 11         | 11    | 1     | 369    | 113    |
| Sencsen              | 2020             | Kínai Szuperliga   | 17        | 6         | 0     | 0     | —        | —        | —          | —          | —     | —     | 17     | 6      |
| Sencsen              | 2021             | Kínai Szuperliga   | 21        | 3         | 1     | 1     | —        | —        | —          | —          | —     | —     | 22     | 4      |
| Sencsen              | 2022             | Kínai Szuperliga   | 20        | 4         | 0     | 0     | —        | —        | —          | —          | —     | —     | 20     | 4      |
| Sencsen              | 2023             | Kínai Szuperliga   | 0         | 0         | 0     | 0     | —        | —        | —          | —          | —     | —     | 0      | 0      |
| Sencsen              | Összesen         | Összesen           | 58        | 13        | 1     | 1     | 0        | 0        | 0          | 0          | 0     | 0     | 59     | 14     |
| Karrier összesen     | Karrier összesen | Karrier összesen   | 388       | 120       | 29    | 9     | 0        | 0        | 84         | 17         | 12    | 1     | 513    | 147    |

Jegyzetek
1. ↑  Mérkőzése(i) az Kelet-ázsiai bajnokok kupájában
2. 1 2 3  Mérkőzése(i) a Kínai Szuperkupában
3. 1 2  Egy mérkőzés a Kínai Szuperkupában, három mérkőzés a FIFA-klubvilágbajnokságon

### A válogatottban
| Kína     | Kína  | Kína  |
| Év       | Mérk. | Gólok |
| -------- | ----- | ----- |
| 2005     | 4     | 0     |
| 2006     | 4     | 0     |
| 2008     | 8     | 0     |
| 2009     | 14    | 6     |
| 2010     | 12    | 2     |
| 2011     | 11    | 5     |
| 2012     | 8     | 4     |
| 2013     | 11    | 0     |
| 2014     | 11    | 3     |
| 2015     | 8     | 0     |
| 2016     | 5     | 0     |
| 2017     | 7     | 2     |
| 2018     | 7     | 1     |
| 2019     | 5     | 1     |
| Összesen | 115   | 24    |

#### Góljai a kínai válogatottban
| #   | Dátum                | Ellenfél       | Eredmény | Kiírás                           | Esemény               |
| --- | -------------------- | -------------- | -------- | -------------------------------- | --------------------- |
| 1.  | 2009. január 21.     | Vietnám        | 6 – 1    | Ázsia-kupa-selejtező             | 2' 20' 84'            |
| 2.  | 2009. június 1.      | Irán           | 1 – 0    | Barátságos mérkőzés              | 44' 66'               |
| 3.  | 2009. július 18.     | Palesztina     | 1 – 3    | Barátságos mérkőzés              | a szünetben 48'       |
| 4.  | 2009. szeptember 30. | Botswana       | 4 – 1    | Barátságos mérkőzés              | 29' 59'               |
| 5.  | 2010. február 10.    | Dél-Korea      | 3 – 0    | Kelet-ázsiai labdarúgó-bajnokság | 27' 63'               |
| 6.  | 2010. szeptember 7.  | Paraguay       | 1 – 1    | Barátságos mérkőzés              | 34' 54' 81'           |
| 7.  | 2011. március 26.    | Costa Rica     | 2 – 2    | Barátságos mérkőzés              | a szünetben 46' 90+2' |
| 8.  | 2011. június 5.      | Üzbegisztán    | 1 – 0    | Barátságos mérkőzés              | 63' 65'               |
| 9.  | 2011. június 8.      | Észak-Korea    | 2 – 0    | Barátságos mérkőzés              | 40' 60'               |
| 10. | 2011. október 6.     | Arab Emírségek | 2 – 1    | Barátságos mérkőzés              | 15' 75'               |
| 11. | 2012. február 22.    | Kuvait         | 2 – 0    | Barátságos mérkőzés              | 45' a szünetben       |
| 12. | 2012. június 8.      | Vietnám        | 3 – 0    | Barátságos mérkőzés              | 9' 63' 88'            |
| 13. | 2012. augusztus 15.  | Ghána          | 1 – 1    | Barátságos mérkőzés              | 56' (11-esből)        |
| 14. | 2014. június 29.     | Mali           | 1 – 3    | Barátságos mérkőzés              | 57' 75'               |
| 15. | 2014. szeptember 9.  | Jordánia       | 1 – 1    | Barátságos mérkőzés              | 38' (11-esből) 61'    |
| 16. | 2014. december 17.   | Kirgizisztán   | 2 – 0    | Barátságos mérkőzés              | 64' 74'               |
| 17. | 2017. június 13.     | Szíria         | 2 – 2    | Vb-selejtező                     | 68' (11-esből)        |
| 18. | 2017. augusztus 31.  | Üzbegisztán    | 1 – 0    | Vb-selejtező                     | 84' (11-esből)        |
| 19. | 2018. október 16.    | Szíria         | 2 – 0    | Barátságos mérkőzés              | 20'65' 70'            |
| 20. | 2019. január 20.     | Thaiföld       | 2 – 1    | Ázsia-kupa-nyolcaddöntő          | 71' (11-esből)        |

## Sikerei, díjai

### Klubcsapatokban
Sanghaj Senhua
- Kelet-ázsiai bajnokok kupája-győztes: 2007

 Kuangcsou Evergrande
- Kínai bajnok: 2011, 2012, 2013, 2014, 2015, 2016, 2017, 2019
- AFC-bajnokok ligája-győztes: 2013, 2015
- Kínai másodosztály bajnok: 2010[28]
- Kínai kupagyőztes: 2012,[29] 2016[30]
- Kínai szuperkupa-győztes: 2012, 2016, 2017, 2018

### A válogatottban
Kína
- Kelet-ázsiai labdarúgó-bajnokság-győztes: 2005, 2010

### Egyéni
- Kínai másodosztály gólkirály: 2010
- Kínai Szuperliga Az év csapata: 2012, 2016, 2017

## Fordítás
- Ez a szócikk részben vagy egészben  a   Gao Lin című angol Wikipédia-szócikk fordításán alapul.  Az eredeti cikk szerkesztőit annak laptörténete sorolja fel. Ez a jelzés csupán a megfogalmazás eredetét és a szerzői jogokat jelzi, nem szolgál a cikkben szereplő információk forrásmegjelöléseként.